# Stanisław Pawela
Stanisław Andrzej Pawela (ur. 28 listopada 1928 w Gilowicach, zm. 2 lipca 2018 w Warszawie) – polski prawnik, profesor zwyczajny nauk prawnych, sędzia zawodowy, zastępca członków Trybunału Stanu oraz sędzia Trybunału Konstytucyjnego w latach 1985–1989.

## Życiorys
Syn Stanisława i Anny. Absolwent prawa na Wydziale Prawa Uniwersytetu Warszawskiego (1954), doktor nauk prawnych od 1968, doktor habilitowany od 1978. Profesor zwyczajny od 1990.
W latach 1952–1957 sędzia sądu powiatowego, a w latach 1958–1971 sądu wojewódzkiego w Warszawie. W latach 1969–1972 wykładowca w Uniwersytecie Śląskim, a w latach 1972–1980 na Uniwersytecie Warszawskim, w Podyplomowym Studium Prawa Sądowego.
Dyrektor Departamentu Wykonania Orzeczeń Sądowych w Ministerstwie Sprawiedliwości od 1966 do 1972.
Od 1972 do 1981 Prezes Sądu Wojewódzkiego w Warszawie. W latach 1972–1989 sędzia Sądu Najwyższego. Od 1973 do 1989 wykładowca Akademii Spraw Wewnętrznych w Warszawie. W latach 1978–1979 i od 1996 wykładowca na Uniwersytecie Wrocławskim, w Podyplomowym Studium Prawa Karnego.
Wykładowca w Wyższej Szkole Biznesu i Administracji w Warszawie. Prodziekan Wydziału Prawa UW w latach 1996–1997. Od 1997 wykładowca w Wyższej Szkole Handlu i Prawa w Warszawie. Był nauczycielem akademickim w Prywatnej Wyższej Szkole Nauk Społecznych, Komputerowych i Medycznych w Warszawie.
Zastępca członków Trybunału Stanu w latach 1982–1986. Sędzia Trybunału Konstytucyjnego w latach 1985–1989. Członek komisji kodyfikacyjnych prawa karnego w 1969 i 1997.
Członek Zrzeszenia Prawników Polskich.
Autor ponad 15 książek i większych opracowań oraz ponad 150 artykułów, opracowań i glos.
Zmarł 2 lipca 2018 w Warszawie i został pochowany na Cmentarzu Komunalnym Północnym (kwatera S-IV-1, rząd 2, grób 23)

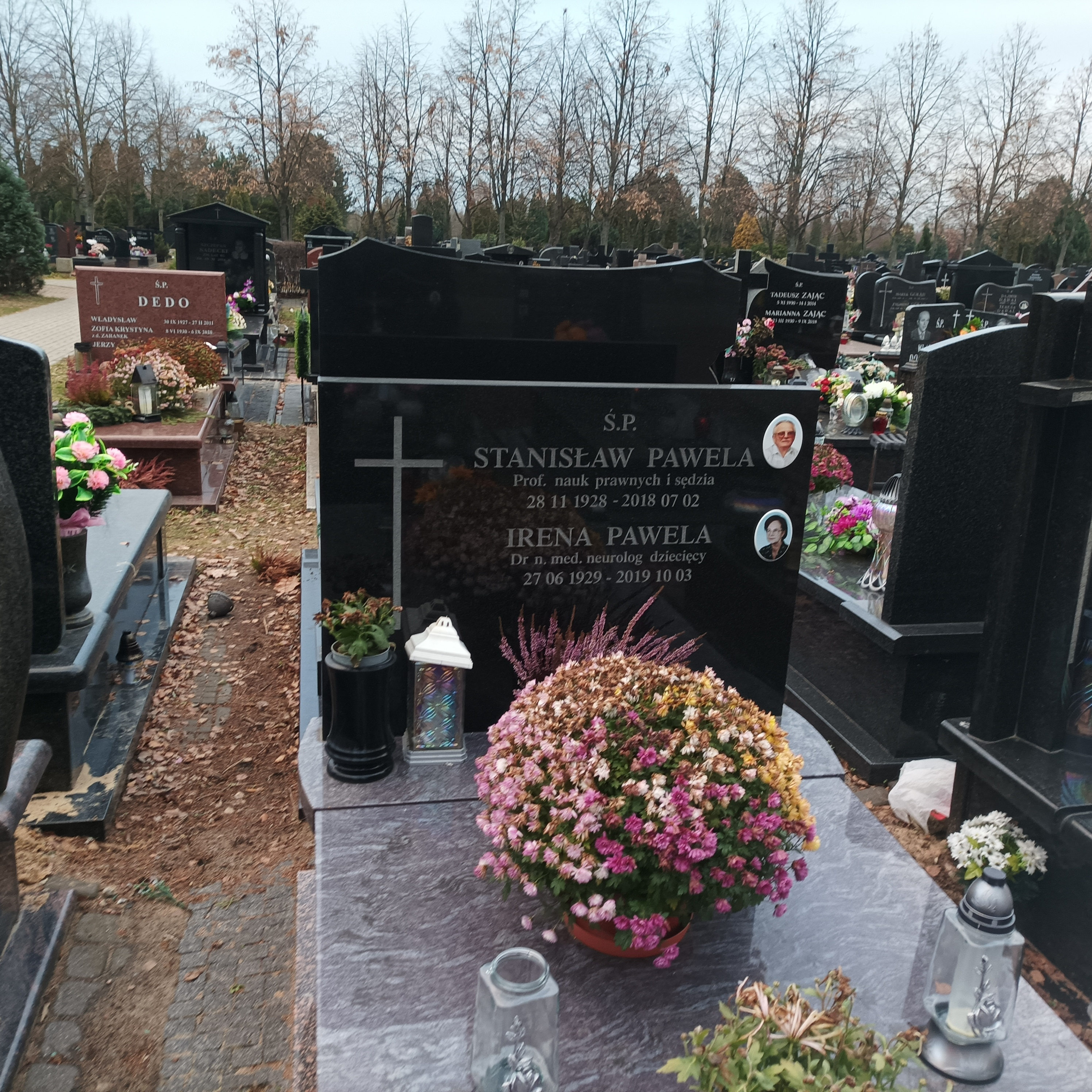
Grób prof. Stanisława Paweli na Cmentarzu Komunalnym Północnym w Warszawie